# Операція «Кіготь-замок»
Опера́ція «Кі́готь-замо́к» (тур. Pençe-Kilit Operasyonu) — військова операція турецьких збройних сил на півночі Іраку, що триває з 17 квітня 2022 року. Операція відбувається в мухафазі Дахок проти об'єктів Робітничої Партії Курдистану (РПК) у рамках триваючого курдсько-турецького конфлікту.
Міністерство оборони Туреччини повідомило, що в ході операції було вбито двох турецьких військовослужбовців. Прес-центр Народних сил оборони (НСО) повідомив, що в ході операції загинули семеро її бійців. У свою чергу, до 29 квітня, ЗС Туреччини знищили 57 курдських бойовиків.